# Гиберно-английский язык
Гиберно-английский язык (англ. Hiberno-English) — вариант английского языка, на котором говорят и пишут в Ирландии. Он включает в себя ряд говоров, такие как среднеольстерский, дублинский и коркский. Для обозначения данного варианта английского языка также используются термины англо-ирландский и ирландский английский (англ. Irish English, ирл. Béarla Éireannach). При этом наиболее распространённое название — «ирландский английский», так как оно отражает географическое местоположение варианта
Английский язык был занесён в Ирландию в результате нормандского вторжения в конце XII века. Первоначально на нём говорили в основном на территории, известной как Пейл, вокруг Дублина, в то время как в остальной части страны разговорным языком оставался ирландский. Диалект йола сохранил архаичные черты средневекового английского языка, а фингальский — черты английского XVI—XVII вв.; оба вымерли в начале XIX века, в то время как прочие диалекты в основном восприняли черты стандартного британского английского.
Современный гиберно-английский имеет некоторые особенности, сложившиеся под влиянием ирландского языка, а также сохраняет архаичные английские элементы. Большинство из них используются чаще в разговорном языке; письменная речь, такая как в газете The Irish Times, намного ближе к британскому варианту английского языка, с некоторыми отличиями в лексике. В отличие от США и Канады, в Ирландии нет своих собственных правил орфографии и используется правописание британского английского.
Название происходит от классического латинского названия острова Ирландия — Гиберния.